# Мова програмування загального призначення
В комп'ютерних науках, мова програмування загального призначення — мова програмування, що призначена для написання програмного забезпечення у широкому різноманітті доменів застосувань. Мова програмування загального призначення має такий статус тоді, коли не має ніяких конструкцій мови, які створені для специфічних окремих доменів застосувань. Такі мови вирішують широкий спектр задач у будь-яких галузях.
І навпаки, предметно-орієнтована мова програмування розроблена для використання в специфічних доменах застосувань. Прикладами таких мов є мови описання сторінок і мови запитів до баз даних.
Нижче наведено неповний список мов програмування загального призначення:
- Ada
- ALGOL
- Мова асемблера
- BASIC
- Boo
- C
- C++
- C#
- Clojure
- COBOL
- Crystal
- D
- Dart
- Elixir
- Erlang
- F#
- Fortran
- Go
- Harbour
- Haskell
- Idris
- Java
- JavaScript
- Julia
- Kotlin
- Lisp
- Lua
- Modula-2
- Nim
- NPL
- Oberon
- Objective-C
- Pascal
- Perl
- PHP
- Pike
- PL/I
- Python
- RPG
- Ruby
- Rust
- Scala
- Simula
- Swift
- Tcl
- Visual Basic
- Visual Basic .NET